# Zagłębie Saary
Zagłębie Saary (niem. Saargebiet) – zagłębie przemysłowe w Niemczech, w kraju związkowym Saara, położone nad rzeką Saara. Rozwinięty przemysł produkcji żelaza i stali. W przeszłości również ważny region wydobywczy.
Największe miasto to Saarbrücken.
Podczas konferencji pokojowej w Paryżu w 1919 roku zadecydowano, że piętnastoletnią kontrolę nad Terytorium Saary przejmie Liga Narodów, przy czym specjalne uprawnienia dotyczące wydobycia węgla otrzymała Francja. W 1935 roku prowadzony był tam plebiscyt w sprawie przynależności państwowej; wybór padł na Niemcy. W 1955 mieszkańcy Protektoratu Saary w referendum opowiedzieli się za przynależnością do Niemiec Zachodnich.